# Luciana Aymar
Luciana Paula Aymar, coneguda com a Lucha Aymar, (Rosario, Argentina 1977) és una ex jugadora d'hoquei sobre herba argentina, guanyadora de quatre medalles olímpiques. Va ser declarada per la FIH com a «Llegenda de l'Hoquei», i va ser escollida com a «millor jugadora del món» en 8 ocasions (2001, 2004, 2005, 4 consecutives de 2007 a 2010 i 2013).
 i és considerada com la millor jugadora d'hoquei femenina de tots els temps. El 2010 va rebre el premi Platinum Konex com a millor jugadora d'hoquei de l'última dècada a l'Argentina.
Juntament amb el regatista Carlos Mauricio Espínola és l'esportista argentina més guardonada en uns Jocs Olímpics.
Luciana és coneguda per la seva habilitat per vèncer jugadors rivals utilitzant el seu ritme i habilitats de dribbling, fent comparacions amb el futbolista argentí Diego Maradona. Per aquest motiu ha rebut els sobrenoms "La Maga" i "La Maradona del hoquei herba".

## Biografia
Aymar va néixer el 10 d'agost de 1977 a la ciutat de Rosario, població situada a la província de Santa Fe filla de René Aymar i Nilda Vicente de Aymar. Té 3 germans: Cintia Aymar, Lucas Aymar i Fernando Aymar. Des del 2017, Aymar mantenia una relació amb l'extennista professional xilè Fernando González, i tenen dos fills: un fill, Félix, nascut el 2019, i una filla, Lupe, nascuda el 2021.

## Carrera esportiva
Va iniciar la seva carrera esportiva als 7 anys a la seva ciutat natal al Club Atlético Fisherton, i posteriorment - 6 anys després -passà al Jockey Club de Rosario, esdevenint membre de la selecció nacional argentina júniot l'any 1997, per a la qual havia de viatjar cada dia a Buenos Aires.
En la seva carrera internacional va jugar al Rot Weiss Köln d'Alemanya i al Reial Club de Barcelona d'Espanya. Al seu país, Luciana va jugar al Quilmes Atlético Club i al GEBA, on va guanyar la Lliga Nacional i el Torneo Metropolitano. El 1997 va formar part de la selecció argentina júnior que va guanyar el Campionat Juvenil dels Jocs Panamericans i la medalla de bronze a la Copa del Món Júnior d'Hoquei i un any més tard va debutar amb la selecció argentina sènior, quedant quarta a la Copa del Món d'Hoquei 1998. Va ser l'argentina més jove a ser acceptada a la plantilla quan només tenia 16 anys.
Aymar va formar part d'una generació de l'hoquei herba argentí que va guanyar uns quants tornejos internacionals a partir dels Jocs Panamericans de 1999, incloses quatre medalles olímpiques i sis trofeus de campions. Va formar part de la plantilla que va guanyar la Copa del Món d'hoquei 2002 i 2010, amb aquesta última celebrada a la seva ciutat natal, Rosario.
Va participar, als 23 anys, als Jocs Olímpics d'Estiu del 2000 realitzats a Sydney (Austràlia), on va aconseguir guanyar la medalla de plata en perdre la final olímpica femenina davant la selecció australiana. En els Jocs Olímpics d'Estiu de 2004 realitzats a Atenes (Grècia) la selecció argentina aconseguí la medalla de bronze en guanyar la Xina, un metall que repetí en els Jocs Olímpics d'Estiu de 2008 realitzats a Pequín (República Popular de la Xina) en derrotar la selecció alemanya. En els Jocs Olímpics d'Estiu de 2012 celebrats a Londres (Regne Unit) aconseguí guanyar novament la medalla de plata en perdre la final olímpica davant la selecció neerlandesa, on fou l'abanderada argentina en la cerimònia inaugural dels Jocs. Aymar va ser l'abanderada de l'Argentina als Jocs Olímpics d'Estiu de 2012, convertint-se en el segon atleta d'hoquei herba homenatjat d'aquesta manera després de Marcelo Garraffo.
L'any 2008, Luciana va ser declarada Llegenda de l'hoquei per la Federació Internacional d'Hoquei.
Va ser l'abanderada del seu país a la cerimònia d'obertura dels Jocs Panamericans de 2007 a Rio de Janeiro, Brasil i als Jocs Olímpics d'estiu de Londres 2012. Als Jocs Olímpics d'estiu de 2012 Luciana es va convertir en la segona argentina en aconseguir quatre medalles, la primera va ser l'esportista Carlos Espínola.
Al llarg de la seva carrera ha guanyat quatre medalles en la Copa del Món d'hoquei sobre herba, dues d'elles d'or; deu medalles en el Champions Trophy, sis d'elles d'or; i quatre medallos en els Jocs Panamericans, tres d'elles d'or. Així mateix ha estat nomenada vuit vegades millor jugadora del món en hoquei sobre herba.
Luciana va jugar el seu últim partit internacional amb l'Argentina el diumenge 7 de desembre de 2014, a la ciutat de Mendoza, Argentina, guanyant el seu sisè Trofeu de Campions.

## Aymar com a figura pública

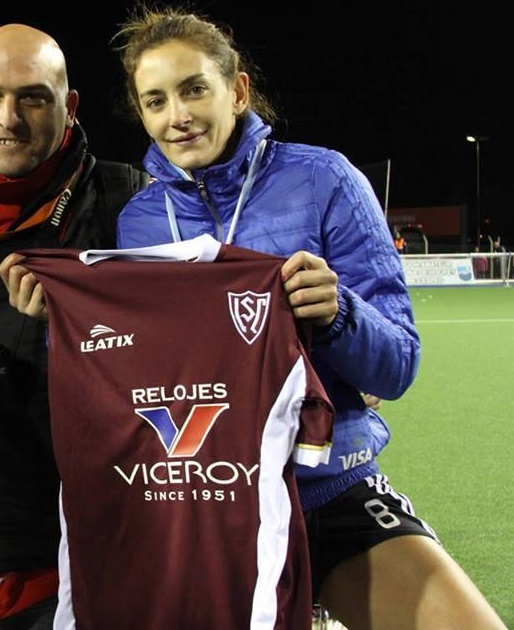
Luciana Aymar amb la samarreta de Luján Sport Club

Luciana també s'ha caracteritzat per ser l'esportista més mediàtica de l'Argentina, signant contractes amb marques mundialment conegudes com Rexona, Gatorade, ICBC, Midea i la marca que la proveïa dels seus botins, Nike.
Luciana ha dit que a l'hora de tancar acords amb els patrocinadors «tractem de transmetre els mateixos valors perquè ens serveixi a les dues parts per a construir imatge. Amb el meu representant, Carlos Prunes [que gestiona també la imatge d'Emanuel Ginóbili, entre altres], busquem sponsors més enllà de l'esport. Triem empreses que em permetin mostrar-me també com a dona, una dona que es cuida i no està sempre amb el jogging d'entrenament. Tractem d'obrir el ventall i vendre en diferents categories».
Federico Bluthgen, director de Màrqueting de PepsiCo Begudes Con Sud, va explicar que Gatorade la va triar perquè Luciana «és una referent de l'esport. Fins i tot després de ser nomenada vuit vegades com la millor jugadora, entrena amb una gran excel·lència professional i una passió intacta. Luciana és una professional que porta en el seu esperit la idea de guanyar des d'endins, des del que un pot donar».
A més de la seva carrera d'atleta, va fer incursions el món de les models i va conduir un programa de televisió.
El 2015, es va incorporar a ESPN Llatinoamèrica per a col·laborar amb les produccions sobre esport femení.

## Participacions en Campionats mundials
| Mundial                              | Seu           | Resultat    | Partits | Gols |
| ------------------------------------ | ------------- | ----------- | ------- | ---- |
| Copa Mundial d'Hoquei Femení de 2002 | Austràlia     | Campió      | 9       | 2    |
| Copa Mundial d'Hoquei Femení de 2006 | Espanya       | Tercer lloc | 7       | 1    |
| Copa Mundial d'Hoquei Femení de 2010 | Argentina     | Campió      | 7       | 5    |
| Copa Mundial d'Hoquei Femení de 2014 | Països Baixos | Tercer lloc | 4       | 3    |

### Participacions en Jocs Olímpics
| Any                                        | Seu             | Resultat          | Partits | Gols |
| ------------------------------------------ | --------------- | ----------------- | ------- | ---- |
| Hoquei en els Jocs Olímpics de Sydney 2000 | Austràlia       |                   | 8       | 3    |
| Hoquei en els Jocs Olímpics d'Atenes 2004  | Grècia          | Medalla de Bronze | 6       | 4    |
| Hoquei en els Jocs Olímpics de Pequín 2008 | R.P. de la Xina | Medalla de Bronze | 7       | 1    |
| Jocs Olímpics 2012                         | Regne Unit      |                   | 7       | 3    |

## Participacions a Champions Trophy
| Any                                                    | Seu           | Resultat    | Partits | Gols |
| ------------------------------------------------------ | ------------- | ----------- | ------- | ---- |
| Champions Trophy d'hoquei sobre gespa femenina de 2001 | Països Baixos | Campió      | 6       | 1    |
| Champions Trophy d'hoquei sobre gespa femenina de 2002 | Macau         | Subcampió   | 6       | 2    |
| Champions Trophy d'hoquei sobre gespa femenina de 2003 | Austràlia     | Semifinal   | 6       | 3    |
| Champions Trophy d'hoquei sobre gespa femenina de 2004 | Argentina     | Tercer lloc | 6       | 2    |
| Champions Trophy d'hoquei sobre gespa femenina de 2005 | Austràlia     | Semifinal   | 6       | 2    |
| Champions Trophy d'hoquei sobre gespa femenina de 2006 | Països Baixos | Semifinal   | 6       | 3    |
| Champions Trophy d'hoquei sobre gespa femení de 2007   | Argentina     | Subcampió   | 6       | 0    |
| Champions Trophy d'hoquei sobre gespa femenina de 2008 | Alemanya      | Campió      | 6       | 1    |
| Champions Trophy d'hoquei sobre gespa femenina de 2009 | Austràlia     | Campió      | 6       | 0    |
| Champions Trophy d'hoquei sobre gespa femenina de 2010 | Anglaterra    | Campió      | 6       | 1    |
| Champions Trophy d'hoquei sobre gespa femenina de 2014 | Països Baixos | Subcampió   | 6       | 3    |
| Champions Trophy d'hoquei sobre gespa femenina de 2012 | Argentina     | Campió      | 6       | 1    |
| Champions Trophy d'hoquei sobre gespa femenina de 2014 | Argentina     | Campió      | 6       | 2    |

## Participacions en Jocs Panamericans
| Any                                                 | Seu                  | Resultat  |
| --------------------------------------------------- | -------------------- | --------- |
| Jocs Panamericans de 1999                           | Canadà               | Campió    |
| Jocs Panamericans de 2003                           | República Dominicana | Campió    |
| Hoquei sobre gespa en els Jocs Panamericans de 2007 | Brasil               | Campió    |
| Hoquei sobre gespa en els Jocs Panamericans de 2011 | Mèxic                | Subcampió |